# USS Intrepid (CV-11)
USS Intrepid (CV-11) (następnie CVA-11 i CVS-11) – amerykański lotniskowiec z okresu II wojny światowej i wojny wietnamskiej. Po wycofaniu ze służby przekształcony w 1982 w okręt-muzeum.

## Historia
Stępkę pod USS „Intrepid” położono 1 grudnia 1941 w stoczni Newport News. Wodowanie miało miejsce 26 kwietnia 1943, oddanie do służby 16 sierpnia 1943. Po wejściu do służby okręt udał się na Pacyfik, gdzie wziął aktywny udział w walkach z Japończykami. W styczniu 1944 wspierał desant na Wyspy Marshalla. 17 lutego został trafiony torpedą zrzuconą z japońskiego samolotu. Uszkodzony okręt w celu naprawy musiał powrócić do Stanów Zjednoczonych. W czerwcu ponownie był zdolny do walki. 6 września jego samoloty pokładowe zaatakowały japońskie pozycje na Palau. Samoloty atakowały w tym czasie także japońskie pozycje w rejonie Filipin i Okinawy. Między 23 a 26 października uczestniczył w bitwie morskiej o Leyte. Jego samoloty pokładowe przyczyniły się do zatopienia pancernika „Musashi” oraz uszkodzenia między innymi pancerników „Yamato” i „Nagato”. Jego samoloty trafiły także lotniskowce „Zuihō” i „Zuikaku”.
30 października płonący samolot kamikaze uderzył w „Intrepida”, lekko go uszkadzając i powodując śmierć dziesięciu członków załogi. 25 listopada podczas zmasowanego ataku kamikaze, w okręt trafiły dwa japońskie samoloty, zabijając 69 członków załogi.
Po remoncie w San Francisco okręt do końca wojny uczestniczył w atakach na siły japońskie, a jego samoloty pokładowe wspierały desant na Okinawę.
W 1947 okręt został wycofany ze służby i skierowany do rezerwy. W lutym 1952 ponownie wszedł do służby. W kwietniu rozpoczęła się gruntowna przebudowa okrętu, która obejmowała m.in. pokład startowy i nadbudówkę. Ponowne wejście do służby nastąpiło 15 października 1954. Okręt otrzymał oznaczenie CVA-11 i wszedł w skład Floty Atlantyku. W 1962 „Intrepid” został przebudowany na lotniskowiec ZOP oznaczony CVS-11.
W maju 1971 roku wziął udział w pierwszych amerykańskich ćwiczeniach na wschodnim Bałtyku, podchodząc wraz z trzema niszczycielami na odległość 20 mil morskich od wybrzeża ZSRR, co zapoczątkowało prowadzone od kolejnego roku manewry serii BALTOPS z udziałem północnoeuropejskich państw NATO. W czerwcu 1971 roku „Intrepid” odbył ćwiczenia na Morzu Śródziemnym z lotniskowcem USS „Constellation”, po czym we wrześniu uczestniczył w ćwiczeniach Royal Knight na Morzu Norweskim, z lotniskowcami USS „Independence” i HMS „Ark Royal”.
Ostateczne wycofanie ze służby nastąpiło 15 marca 1974. Od 1982 jako okręt-muzeum cumuje w Nowym Jorku, będąc częścią Intrepid Sea-Air-Space Museum.